# Twang (muziekstijl)
Twang is de overkoepelende term voor een aantal subgenres binnen de countrymuziek waarin invloeden uit onder meer rootsrock, bluegrass, rock-'n-roll, rockabilly, honky-tonk, folk, americana, gypsy, blues of zelfs punkrock verwerkt worden.

## Geschiedenis
Twang kan refereren aan verschillende ideeën. In de breedste betekenis is het toepasbaar op elke muzikant die een type van country brengt dat afwijkt van de heersende tendens. Vanuit dit oogpunt was de Bakersfield-sound alternatief in de jaren '50 en de "Lubbock-sound" uit Texas in de jaren '60, toen de Nashville-sound domineerde.
Vanaf de jaren '90 vertegenwoordigde twang groepen of muzikanten die zich met een lo-fi-sound buiten de traditionele industrie of de mainstream country plaatsten. De traditionele regels van de countrymuziek werden omgebogen vanuit een punk- en rock-'n-roll-esthetiek.
Enkele voorbeelden van artiesten en bands die zich mede toeleggen op twang zijn: Gram Parsons, Jason and the Scorchers, Steve Earle, Ryan Adams, Neil Young, 16 Horsepower,  Wilco, Cowboy Junkies en Mt. Desolation.
Voor België gelden voorbeelden als Bobbejaan Schoepen en Roland Van Campenhout in de folk- of de jazzy-bluesrichting.